# Apoclausirion nigricorne
Apoclausirion nigricorne är en skalbaggsart som beskrevs av Martins och Dilma Solange Napp 1992. Apoclausirion nigricorne ingår i släktet Apoclausirion och familjen långhorningar. Inga underarter finns listade i Catalogue of Life.